# ラーム・チャラン
ラーム・チャラン（Ram Charan、1985年3月27日 - ）は、インドのテルグ語映画で活動する俳優、映画プロデューサー。インド映画界で最も出演料が高額な俳優の一人であり、出演作におけるダンス技術は高い評価を得ている。これまでのキャリアを通してフィルムフェア賞 南インド映画部門、南インド国際映画賞、ナンディ賞を受賞している。

## 生い立ち
1985年3月27日、チランジーヴィとスレーカーの息子としてマドラスで生まれる。彼の生家は西ゴーダーヴァリ県のモーガルトゥールーとパラコッルに出自を持ち、母方の祖父にはアッル・ラーマリンガイヤがいる。また、ラーム・チャランには2人の姉妹（姉スシュミター、妹シュリージャー）がいる。
ラーム・チャランはパドマ・セシャドリ・バーラ・バワン、ローレンス・スクール、ハイデラバード公立学校、セント・メアリー大学ハイデラバード校で教育を受けたほか、ムンバイにあるキショール・ナミット・カプールが主催する演技学校にも通っていた。

## キャリア

### 2007年 - 2009年
2007年にプリ・ジャガンナードの『Chirutha』で主演デビューし、同作は200近い劇場で連続上映日数50日間を記録した。ラーム・チャランは父親を殺した犯人に復讐しようとする前科者チャランを演じ、『Rediff.com』からは「ラーム・チャランは中々の有望株だ。彼はダンスとアクションが得意なようで、ダンス・ナンバーでは実に優雅な動きを見せてくれる。また、彼は台詞回しや特定の所作を用いることで、スター俳優である父親への斜に構えた言及を避けている」と批評されたほか、フィルムフェア賞 南インド映画部門新人男優賞とナンディ賞 審査員特別賞を受賞した。
2009年にはS・S・ラージャマウリの『マガディーラ 勇者転生』に出演して二役を演じ、同作の成功によりラーム・チャランはテルグ語映画界を代表する主演俳優の地位を確立した。彼の演技について『ザ・タイムズ・オブ・インディア』は「ラーム・チャランは勇敢な兵士役でスクリーンに舞い戻り、この大役を見事に演じ切った。彼はスクリーンで完璧な乗馬技術とダンスを披露してくれた」、『IndiaGlitz』は「チャランは成熟した演技を見せ、この映画を見事に支えたのだ。彼のキャラクターはどちらも正義をまっとうし、所々で父親を彷彿とさせてくれた」とそれぞれ批評している。『マガディーラ 勇者転生』は興行収入15億ルピーを記録し、2013年に『Attarintiki Daredi』に抜かれるまでの間、テルグ語映画歴代興行成績第1位の記録を保持していた。また、同作の演技でラーム・チャランはフィルムフェア賞 テルグ語映画部門主演男優賞とナンディ賞審査員特別賞を受賞している。

### 2010年 - 2013年

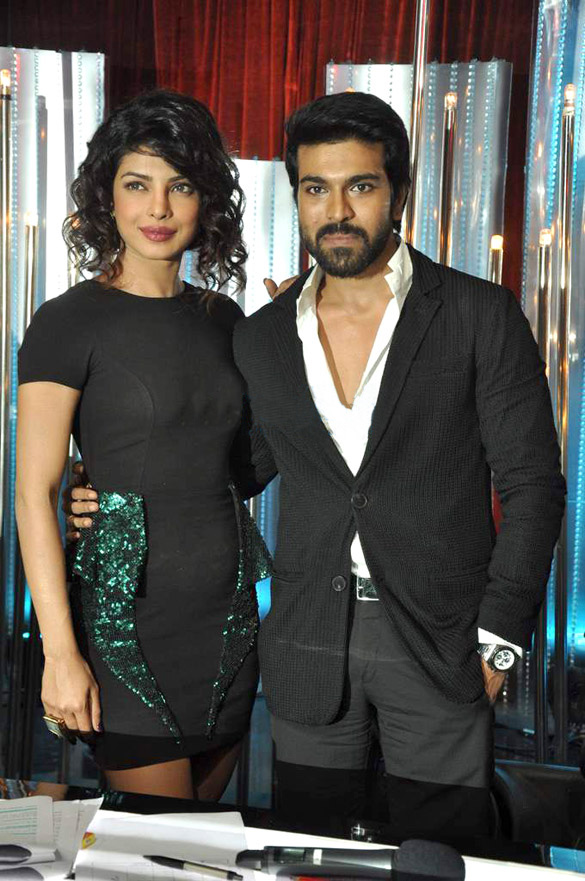
『Zanjeer』プロモーション活動中のラーム・チャラン、プリヤンカー・チョープラー（2013年）

2010年にバースカルの『Orange』に出演して主人公ラーム役を演じた。同作の興行成績は振るわなかったものの、批評家からはストーリーとラーム・チャランの演技は高い評価を受けた。『Idlebrain.com』のジーヴィは、「ラーム・チャランはスターの地位には固執していないようだ。彼は多くのスターが犯した過ちを避けようとしているかのようだ」と批評している。その後、『Orange』はカルト映画の地位を確立し、大衆からも高い評価を得るようになった。アレクヤ・デーヴァラコンダは『フィルム・コンパニオン』に批評を寄稿し、主人公ラームを『水源』の主人公ハワード・ロークになぞらえて批評している。2012年にはサンパト・ナンディの『Racha』に出演してギャンブラーのラージ役を演じ、38劇場で連続上映日数100日間を達成し、配給収入4億5000万ルピーを記録し、興行的な成功を収めた。同作の演技でラーム・チャランはフィルムフェア賞テルグ語映画部門主演男優賞と南インド国際映画賞 テルグ語映画部門主演男優賞にノミネートされ、『Sify』は「俳優のラーム・チャランも監督宇野サンパト・ナンディも、従来の大衆マサラ映画のパターンを踏襲して無難なやり方に終始している」と批評し、『Rediff.com』は映画の展開については酷評したものの、ラーム・チャランのアクションとダンスは高く評価している。また、『IndiaGlitz』は「彼は事実上のメガスターなのだ。もっと素晴らしい脚本の力を借りて、よりよい演技ができたはずだ」と批評している。
2013年はV・V・ヴィナヤックの『Naayak』に出演して二役を演じ、『ザ・タイムズ・オブ・インディア』からは「ラーム・チャランの仕事振りは申し分ないものだったが、彼が演じた2人のキャラクターには差異が感じられなかった」と批評されている。同作の評価は混合的なものだったが興行的には成功を収め、ラーム・チャランはフィルムフェア賞テルグ語映画部門主演男優賞と南インド国際映画賞テルグ語映画部門主演男優賞にノミネートされた。続けて出演した多言語映画『Zanjeer』（テルグ語版タイトル『Thoofan』）でヒンディー語映画デビューし、プリヤンカー・チョープラーと共演した。同作では両親を殺した犯人への復讐を誓う警察官ヴィジャイ・カンナー役を演じ、同時にサウンドトラック『Thoofan』に収録された楽曲「Mumbai Ke Hero」でプレイバックシンガーとしてもデビューした。同作は1973年のヒンディー語映画『Zanjeer』のリメイク作品であり、『Rediff.com』からは「許し難いほど酷いリメイク」と酷評され、ラジーヴ・マサンドからは「ボリウッドデビュー作における彼の表情は蝋人形のように固くて感情を表に出さず、陰鬱な怒りの感情を忘れている」と酷評されている。『Zanjeer』の興行成績は振るわず、ボックスオフィス・ボムとなっている。

### 2014年 - 2015年

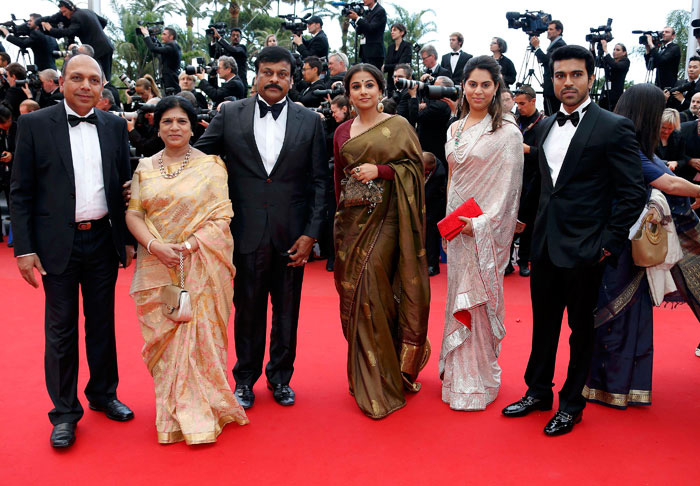
第66回カンヌ国際映画祭に出席するラーム・チャラン、チランジーヴィ、ヴィディヤー・バーラン（2013年）

2014年にヴァムシー・パイディパッリの『ザ・フェイス』に出演して二役を演じ、同作は暴力的な表現が含まれることから中央映画認証委員会から「A」認証を受けた。彼の演技について『バンガロール・ミラー』は「『Thoofan』が失敗したラーム・チャランにとって、『ザ・フェイス』は彼のキャリアを確立するために必要不可欠な存在だ。彼の演じたキャラクターには2つの姿があり、バリエーションを持たせるためにベストを尽くしている。彼は一心不乱に踊っており、その振り付けは見ていて楽しいものがある」、『Sify』は「『Nayak』や『Thoofan』と比べると、彼はよい仕事をしている」、『ザ・ヒンドゥー』は「演技シーンよりもダンスシーンの方がよい仕事をしていた」とそれぞれ批評している。続いて出演したクリシュナ・ヴァムシーの『Govindudu Andarivadele』では、イギリス出身の青年アビラーム役を演じている。同作は批評家から好評を博し、興行収入は4億ルピーを超えるヒット作となった。『ザ・ヒンドゥー』は「『マガディーラ 勇者転生』以来の最高の演技」と絶賛し、『デカン・クロニクル』も同様にラーム・チャランの演技を高く評価している。
シュリーヌ・ヴァイトラの『Bruce Lee: The Fighter』では情報局員とスタントマンの二役を演じ、役作りのために4-5か月間にわたるトレーニングと食事制限を実施して肉体改造を行っている。また、撮影のために空手を学んだほか、ブルース・リーのタトゥーもいれている。同作は公開初日の興行収入が1億2660万ルピーを記録し、公開時点のラーム・チャランのキャリアの中で最高記録を樹立した。しかし、製作費6億ルピーに対して最終的な興行成績は振るわず、ボックスオフィス・ボムとなっている。ラーム・チャランの演技について、『ザ・ヒンドゥー』は「チャランはいつも通り夢のようなダンスを披露し、俳優として顕著な成長を見せた。しかし、彼に必要なのはファン層を軽んじないような、マサラの衣装をまとった巨大なプロジェクトである」と指摘している。

### 2016年 - 2018年
2016年はスレンダル・レッディの『Dhruva』に出演し、アルヴィンド・スワーミが演じる違法な医療行為を行って利益を得ている科学者シッダールト・アビマニュを逮捕しようとする警察官ドルヴァー役を演じた。同作はタミル語映画『Thani Oruvan』のリメイクであり、批評家から好評を博したほか、公開21日間で8億5000万ルピーを記録するヒット作となった。彼の演技について『インディアン・エクスプレス』は「体格からアクションまで、『マガディーラ 勇者転生』を彷彿とさせる」、『ザ・タイムズ・オブ・インディア』は「俳優として、ラーム・チャランは感情が高ぶるシーンのすべてで印象的な姿を見せてくれた。そして、彼がヒーローとして覚醒するべきシーンでは、ファンを失望させることは決してなかった」と批評している。彼のアクションは高い評価を得ており、フィルムフェア賞テルグ語映画部門主演男優賞にノミネートされた。2017年には父チランジーヴィ主演の『Khaidi No. 150』の挿入曲「Ammadu Let's Do Kummudu」のシーンでチランジーヴィ、カージャル・アグルワール、デーヴィ・シュリー・プラサードと共演している。
2018年はスクマールの『ランガスタラム』に出演して聴覚障害者の青年チッティ・バーブ役を演じ、批評家からは「キャリアの中で最高の演技」と絶賛された。また、興行収入は21億6000万ルピーを記録してテルグ語映画年間興行成績第1位にランクインしている。同作は1980年代のコナシーマにある農村を舞台に「カーストに基づく名誉の殺人」「バラモン的家父長制」「善と悪の戦い」など様々なテーマを扱っており、複数のメディアのベスト映画にランクインしている。ラーム・チャランの演技について『ガルフ・ニュース』は「どんな俳優にも、キャリアの中で最高の瞬間が訪れる。ラーム・チャランにとっては、まさに『ランガスタラム』がそれだろう」、『フリー・プレス・ジャーナル』は「まるでマジックショーのように俳優の外見が一変し、私たちは口を開けて驚くばかりだ」と批評しており、彼はフィルムフェア賞テルグ語映画部門主演男優賞と南インド国際映画賞テルグ語映画部門主演男優賞を受賞している。

### 2019年 - 現在

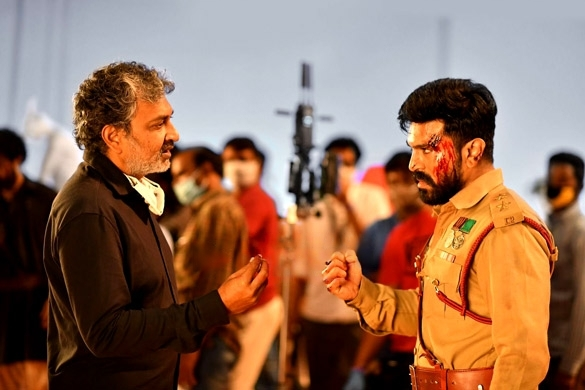
『RRR』撮影現場のラーム・チャラン、S・S・ラージャマウリ（2022年）

2019年はボーヤパーティ・シュリーヌの『Vinaya Vidheya Rama』でキアラ・アドヴァニ、ヴィヴェーク・オベロイと共演したが、アクションシーンや脚本が酷評され、興行的にも失敗している。『ザ・ヒンドゥー』は「ラーム・チャランが『ランガスタラム』の後に、こんな騒々しくて退屈な映画に出演した理由はいったい何なのだろうか」と指摘し、ラーム・チャランは同作の失敗を受けてファンに対して出演を謝罪する声明を発表している。同年3月にはS・S・ラージャマウリの新作『RRR』でN・T・ラーマ・ラオ・ジュニアとダブル主演を務めることが発表された。同作ではアッルーリ・シータラーマ・ラージュ役を演じ、公開後はインド国内のみならず海外でも高い評価を得ており、『インディアン・エクスプレス』のシューブラ・グプタは「この映画には一人のスター俳優ではなく、NTRジュニアとラーム・チャランという2人のスーパースターが出演している。その中でも最大のスーパースターはS・S・ラージャマウリであり、彼は観客から大きな喝采を浴びたのだ」と批評している。『RRR』はテルグ語映画の興行記録の多くを塗り替え、ラーム・チャランはフィルムフェア賞テルグ語映画部門主演男優賞を受賞したほか、クリティクス・チョイス・スーパー・アワードのアクション映画男優賞にノミネートされた。コラターラ・シヴァの『Acharya』では父チランジーヴィと共演し、2025年にはシャンカルの『Game Changer』に出演したが、批評家からの評価は混合的なもので、興行成績も振るわなかった。同作は2月7日からAmazon Prime Videoで配信が開始されている。

## 俳優以外の活動
ラーム・チャランは馬術の心得があり、『ハンズ・インディア』によると幼少期から馬術を学んでいたという。2011年9月にはポロチーム「ラーム・チャラン・ハイデラバード・ポロ・ライディング・クラブ」を立ち上げている。また、マー・テレビジョンの取締役を務めており、2009年にはペプシコーラの広告キャンペーンのスポークスパーソンに任命された。このほか、障害物競走シリーズ「デビルズ・サーキット」のスポークスマン・共同運営者も務めている。2013年にはヴェンカヤラパティ・ウメーシュと共に航空会社ターボ・メガ・エアウェイズのプロモーターに就任し、同社は2015年7月にトルジェットの社名を採択して民間航空総局から事業許可を得て事業を開始した。
2016年に映画製作会社コニデラ・プロダクション・カンパニーを立ち上げ、2017年に父チランジーヴィ主演の『Khaidi No. 150』をプロデュースした。同作は製作費5億ルピーに対して興行収入16億4000万ルピーを記録するヒット作となっている。同作の成功を受けて、2019年には再び父チランジーヴィ主演の『サイラー ナラシムハー・レッディ 偉大なる反逆者』をプロデュースしている。2023年5月にはUVクリエーションズのヴィクラム・レディと共同で映画製作会社V・メガ・ピクチャーズを立ち上げ、ニキル・シッダールトとアヌパム・カーを起用した『India House』の製作を発表した。
ラーム・チャランは献血キャンプを頻繁に開催しており、2021年5月26日には父チランジーヴィと共に酸素バンクを立ち上げた。酸素バンクはチランジーヴィ・チャリタブル・トラストが主体となり、COVID-19パンデミック第2波の際に酸素ボンベや酸素吸入器、酸素濃縮器が不足したことをきっかけに立ち上げられた。同団体はアーンドラ・プラデーシュ州のアナンタプラム県とグントゥール県で活動を始め、その後テランガーナ州などインド各地でも活動するようになった。

## 私生活

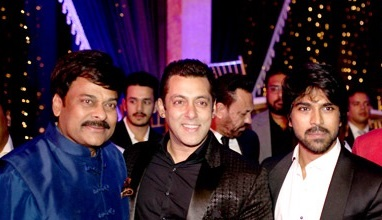
チランジーヴィ60歳の誕生日を祝うラーム・チャラン、サルマーン・カーン（2015年）

ラーム・チャランの妻ウパサナ・カミネリはアポロ・チャリティ副会長、『B・ポジティブ』編集長として活動している。彼女は実業家ショーバナ・カミネリの娘であり、祖父のプラタープ・C・レッディは多国籍医療企業アポロ・ホスピタルズの創業者として知られている。2人は2011年12月に婚約を発表し、2012年6月14日にハイデラバードのテンプル・ツリー・ファーム・ハウスで結婚式を挙げた。『ニュースX』によると、2人はチェンナイの学校で9回生まで同級生として過ごしていたという。2023年6月20日に娘が生まれている。
2008年からケララ州のサバリマラ寺院で毎年45日間かけて行われる祭礼アイヤッパン・ディークシャに参加している。彼はアイヤッパン・ディークシャに参加する理由として「私がこのスピリチュアルな生活を過ごすのは、ストレス解消のための休暇のようなものです。健康的で簡素な食事をとることで、混沌とした撮影スケジュールや日常を離れて心の平穏を保っているんです」と語っており、父チランジーヴィの勧めで参加するようになったことを明かしている。

## フィルモグラフィー

### 出演
| 年   | 作品                                    | 役名                               | 備考                                             |
| ---- | --------------------------------------- | ---------------------------------- | ------------------------------------------------ |
| 2007 | Chirutha                                | チャラン                           |                                                  |
| 2009 | マガディーラ 勇者転生                   | カーラ・バイラヴァ、ハルシャ       |                                                  |
| 2010 | Orange                                  | ラーム                             |                                                  |
| 2012 | Racha                                   | ラージ                             |                                                  |
| 2013 | Naayak                                  | チャラン、シッダールト・ナーヤク   |                                                  |
| 2013 | Zanjeer                                 | ヴィジャイ・カンナー               | テルグ語・ヒンディー語の他言語映画               |
| 2014 | ザ・フェイス                            | チャラン、サティヤ                 |                                                  |
| 2014 | Govindudu Andarivadele                  | アビラーム                         |                                                  |
| 2015 | Bruce Lee - The Fighter                 | カールティク（ブルース・リー）     |                                                  |
| 2016 | Dhruva                                  | K・ドルヴァ                        |                                                  |
| 2017 | Khaidi No. 150                          | 本人役                             | 「Ammadu Lets Do Kummudu」歌曲シーンにゲスト出演 |
| 2018 | ランガスタラム                          | チェルボニア・チッティ・バーブ     |                                                  |
| 2019 | Vinaya Vidheya Rama                     | コニデラ・ラーム                   |                                                  |
| 2022 | RRR                                     | アッルーリ・シータラーマ・ラージュ |                                                  |
| 2022 | Acharya                                 | シッダー                           |                                                  |
| 2023 | Kisi Ka Bhai Kisi Ki Jaan               | 本人役                             | 「Yentamma」歌曲シーンにゲスト出演               |
| 2024 | モダン・マスターズ:S・S・ラージャマウリ | 本人役                             | Netflix配信のドキュメンタリー映画                |
| 2025 | Game Changer                            | ラーム・ナンダン、アッパンナ       |                                                  |

### 製作
- Khaidi No. 150（2017年）
- サイラー ナラシムハー・レッディ 偉大なる反逆者（英語版）（2019年）
- Acharya（2022年）
- Godfather（2022年）

## 評価

### 人物評
ラーム・チャランはメディアから「メガ・パワー・スター（Mega Power Star）」と呼ばれており、これは父チランジーヴィの「メガ・スター（Mega Star）」、叔父パワン・カリヤーンの「パワー・スター（Power Star）」を掛け合わせた通称である。2013年以降は『フォーブス・インディア』の「セレブリティ100」に定期的にランクインしており、『ザ・タイムズ・オブ・インディア』の「最も魅力的な男性ベスト50」では第12位（2012年）、第23位（2013年）、第30位（2014年）、第38位（2015年）、第18位（2019年）にランクインしている。また、2016年には『GQ』のベスト・ドレッサー・リストに選出された。
ラーム・チャランの人気について、ラヴィーナー・タンダンは「ヤシュ、プラバース、ラーム・チャラン。この3人は今やインド全域で通用する名前になった」と語っている。一方、ヤンダムーリ・ヴィーレンドラナートは「誰の子供なのかではなく、あなた自身が何者であるかが重要だ」と発言し、ラーム・チャランの人気は父チランジーヴィの威光に頼ったものだと暗に批判している。ラーム・チャランはこうした縁故主義への批判について、「同じ才能を持って生まれ、同じスダーダムに上り詰めることができる人間は2人といません」と発言している。日本では2018年に『マガディーラ 勇者転生』が公開されたことをきっかけに人気が高まり、江崎グリコが彼の写真をパッケージに印刷したビスケットを販売している。

### 受賞歴

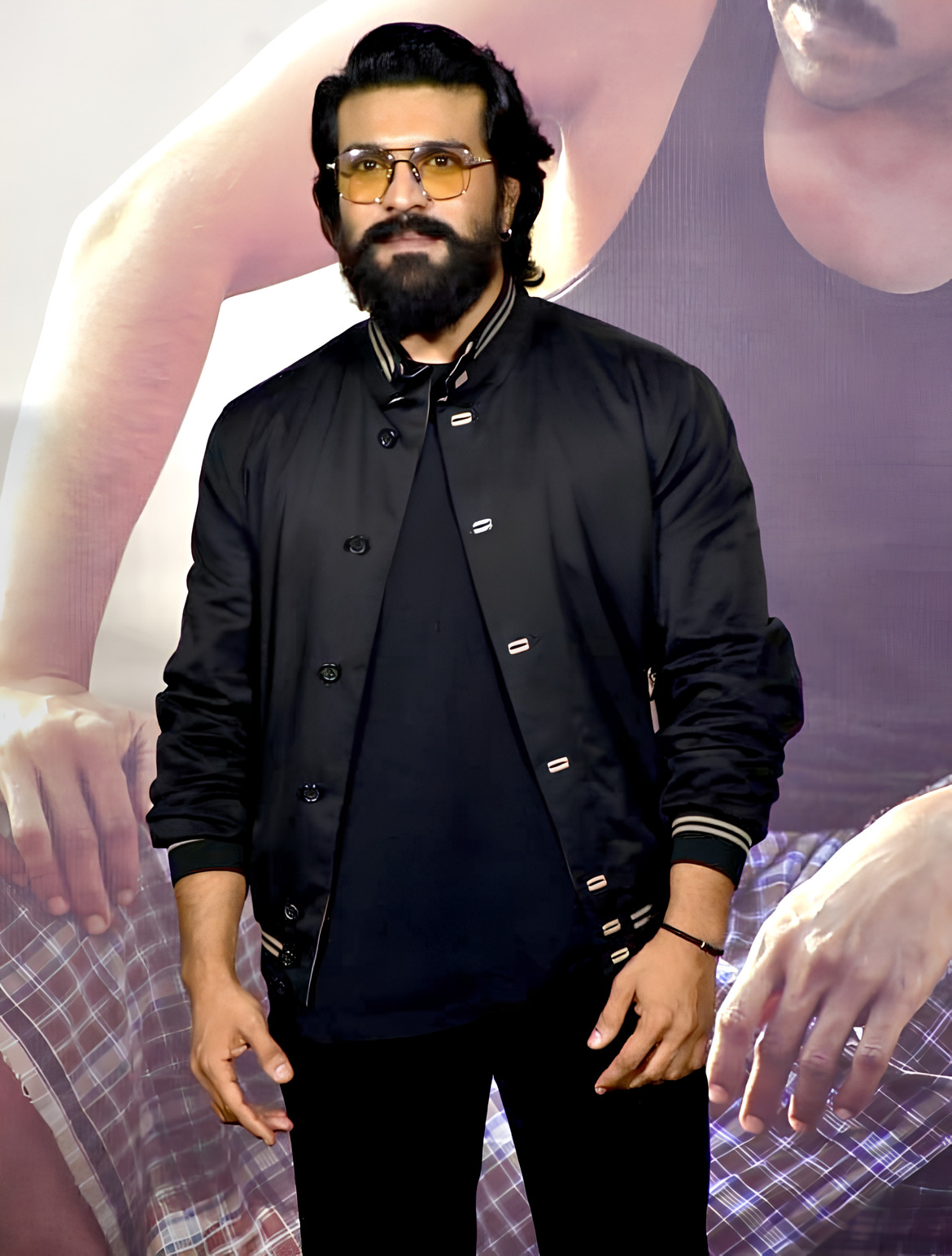
『Game Changer』プロモーション活動中のラーム・チャラン（2025年）

| 年                                         | 部門                       | 作品                       | 結果       | 出典     |
| 名誉学位                                   | 名誉学位                   | 名誉学位                   | 名誉学位   | 名誉学位 |
| ------------------------------------------ | -------------------------- | -------------------------- | ---------- | -------- |
| 2024年                                     | ヴェルス科学技術大学       | N/A                        | 受賞       | [ 152 ]  |
| フィルムフェア賞 南インド映画部門          |                            |                            |            |          |
| 2008年                                     | 新人男優賞                 | 『Chirutha』               | 受賞       | [ 20 ]   |
| 2010年                                     | テルグ語映画部門主演男優賞 | 『マガディーラ 勇者転生』  | 受賞       | [ 25 ]   |
| 2013年                                     | テルグ語映画部門主演男優賞 | 『Racha』                  | ノミネート |          |
| 2014年                                     | テルグ語映画部門主演男優賞 | 『Naayak』                 | ノミネート |          |
| 2017年                                     | テルグ語映画部門主演男優賞 | 『Dhruva』                 | ノミネート | [ 153 ]  |
| 2019年                                     | テルグ語映画部門主演男優賞 | 『ランガスタラム』         | 受賞       | [ 154 ]  |
| 2024年                                     | テルグ語映画部門主演男優賞 | 『RRR』                    | 受賞       | [ 155 ]  |
| 南インド国際映画賞                         |                            |                            |            |          |
| 2013年                                     | テルグ語映画部門主演男優賞 | 『Racha』                  | ノミネート |          |
| 2014年                                     | テルグ語映画部門主演男優賞 | 『Naayak』                 | ノミネート | [ 156 ]  |
| 2017年                                     | テルグ語映画部門主演男優賞 | 『Dhruva』                 | ノミネート | [ 157 ]  |
| 2019年                                     | テルグ語映画部門主演男優賞 | 『ランガスタラム』         | 受賞       | [ 158 ]  |
| 2023年                                     | テルグ語映画部門主演男優賞 | 『RRR』                    | ノミネート | [ 159 ]  |
| ナンディ賞                                 |                            |                            |            |          |
| 2008年                                     | 審査員特別賞               | 『Chirutha』               | 受賞       | [ 160 ]  |
| 2010年                                     | 審査員特別賞               | 『マガディーラ 勇者転生』  | 受賞       | [ 161 ]  |
| アジアヴィジョン賞                         |                            |                            |            |          |
| 2016年                                     | ユース・アイコン賞         | N/A                        | 受賞       | [ 162 ]  |
| クリティクス・チョイス・スーパー・アワード |                            |                            |            |          |
| 2023年                                     | アクション映画男優賞       | 『RRR』                    | ノミネート | [ 94 ]   |
| サントーシャム南インド映画賞               |                            |                            |            |          |
| 2010年                                     | 主演男優賞                 | 『マガディーラ 勇者転生』  | 受賞       | [ 163 ]  |
| 2015年                                     | 主演男優賞                 | 『Govindudu Andarivadele』 | 受賞       | [ 164 ]  |
| ジー・シネ・アワード                       |                            |                            |            |          |
| 2014年                                     | 新人男優賞                 | 『Zanjeer』                | ノミネート |          |
| ジー・シネ・アワード・テルグ               |                            |                            |            |          |
| 2019年                                     | 主演男優賞                 | 『ランガスタラム』         | 受賞       | [ 165 ]  |
| CineMAA賞                                  |                            |                            |            |          |
| 2010年                                     | 主演男優賞                 | 『マガディーラ 勇者転生』  | 受賞       | [ 166 ]  |